# Ivan Fedorov (politician)
Ivan Serhiiovîci Fedorov ( ucraineană Іван Сергійович Федоров; n. 29 august 1988, Melitopol, RSS Ucraineană, URSS) este un politician ucrainean care a fost ales primar al Melitopolului în 2020. El a fost răpit de Rusia în martie 2022 și până la eliberarea acestuia, a fost ținut ca prizonier al armatei ruse. Anterior, el a fost prim vicepreședintele Consiliului Regional Zaporijjea și membru al Consiliului Local Melitopol.

## Cariera politică
Fedorov a fost ales la a șasea convocări a consiliului local Melitopol. În 2015, a fost ales vicepreședinte a celei de-a 7-a convocări a Consiliului Regional Zaporijjea.  În 2020, i-a succedat lui Serghii Minko, în funcția de primar al Melitopolului. 
La 6 martie 2022, Fedorov a primit Ordinul pentru Curaj clasa a III-a pentru contribuția personală semnificativă la protecția suveranității statului și a integrității teritoriale a Ucrainei, curaj și acțiuni altruiste demonstrate în timpul organizării apărării așezărilor de invadatorii ruși în timpul bătăliei de la Melitopol. . 
La 11 martie 2022, șeful adjunct al biroului președintelui Kirilo Timoșenko a declarat că Fedorov a fost „arestat și răpit de armata rusă”. Oficialii ucraineni au raportat că „Un grup de 10 ocupanți l-a răpit pe primarul Melitopolului, Ivan Fedorov”, a declarat parlamentul ucrainean pe Twitter. „A refuzat să coopereze cu inamicul”. Acest lucru a fost coroborat de Anton Herașcenko și videoclipurile difuzate de CNN cu soldați ruși în fața unei clădiri a guvernului orașului.  Răpitorii lui i-au pus o pungă de plastic peste cap.  În urma acțiunilor armatei ruse, procuratura generală din autoproclamata Republică Populară Lugansk a deschis un dosar penal împotriva lui Fedorov. Anchetatorii lor au declarat că el „a oferit asistență financiară și de altă natură organizației naționaliste interzise Sectorul de dreapta în comiterea de crime teroriste împotriva civililor în Donbas ”.  A doua zi, sâmbătă, 12 martie, fosta consilieră localăGalina Danilcenko a fost instalată de forțele de ocupație ruse, căreia i-au revendicat funcția de „primar interimar”. 
La 12 martie 2022, președintele Ucrainei, Volodimir Zelenski, a declarat că Fedorov este torturat. Zelenski a cerut eliberarea lui.  Pe 16 martie, Fedorov a fost eliberat din captivitate și i-a mulțumit președintelui Zelenski într-un apel telefonic postat online. Unii oficiali ucraineni au susținut că a fost eliberat într-o „operațiune specială”. Asistenta de presă al lui Zelenski, Daria Zarivnaia, a susținut însă mai târziu că a fost schimbat cu nouă recruți ruși capturați de forțele ucrainene.

Pe 16 aprilie, Fedorov a participat la slujba de Paște în Bazilica Sfântul Petru din Roma, alături de Maria Mezențeva, Olena Homenko și Rusem Umerov, pe locurile din față. Papa Francisc a urat „Hristos a înviat” în ucraineană la slujbă.

## Viața personală
Fedorov s-a născut la 29 august 1988.  Într-o declarație din 2019, el a declarat că deține un apartament în Melitopol și o casă și un teren în Zaporijjea. 